# Djinn
Djinn (av det arabiska verbet janna - "att dölja/skyla") är i arabisk mytologi ett slags andeväsen och tron på djinner var vanlig i den förislamiska arabvärlden. Djinner spelar en viktig roll inom islam. Ordet djinn eller jinn är (kollektiv) plural på arabiska, medan ordet djinnī eller jinnī är singular.

## Beskrivning
I Koranen och sunna förklarar Gud:
Vi har skapat människan av ljudande krukmakarlera, av formbar gyttja; och dessförinnan skapade Vi de osynliga väsendena av ökenvindens eld.” (Koranen 15:26-27)
Det finns flera olika sorters djinner;
- Djinner i ormens skepnad
- Bevingade, flygande djinner
- Djinner i form av jättar
- Insekts-liknande djinner
- Djinner som bebor levande människokroppar
- Djinner som visar sig i skepnad av människor och som därigenom kan bekänna sig till islam

Likt människan så anses även djinnerna vara skapade att tillbe Gud. De flesta av andarna väljer dock att inte underkasta sig Herren; varpå de kommit att förknippas med shaitan (djävlar) istället för andar. Djinner som väljer att vända Gud ryggen antas ofta vara medlemmar i den starkaste djinnens (iblis- shaitan = djävulen, mörkrets prins) armé. Muslimskt troende djinner brukar härledas till profeten Muhammeds tid - då han var den första att omvända icke-troende djinner genom att högläsa ur Koranen.
Djinnerna anses i övrigt vara tämligen lika människor eftersom de både äter, ingår äktenskap, får barn och kan dö - även om deras livstid betydligt överstiger en människas. På samma sätt som människorna kommer att dömas av Herren på domedagen så kommer även djinnerna möta Gud, varpå de erbjuds samma val som en vanlig människa; Paradiset, eller helvetet.
Olikt människan besitter djinnerna däremot enligt islam många övernaturliga krafter. Bland annat anses de kunna ta vilken fysisk form de önskar (träd, djur, människor etc.) På senare tid har ett fåtal troende börjat tolka UFO-rapporter och bortförelshistorier som möten med djinner i diverse former.
Djinnernas hemort är fortfarande inte klarlagt, även om de allt som oftast förknippas med ökenlandskap. Enligt persisk mytologi härstammar de från en stad vid namn Djinnistan, medan andra menar att de saknar fast hemort.